# Леб'яже (Леб'яжівський округ)
Леб'я́же (рос. Лебяжье) — селище міського типу, центр Леб'яжівського округу Курганської області, Росія.
Населення — 6452 особи (2010, 6891 у 2002).